# Атлетика на Летњим олимпијским играма 1900 — 2.500 метара препреке за мушкарце
Атлетска дисциплина трчања на 2.500 метара са препракама први пут се појавила на Олимпијским играма 1900. у Паризу.
Трка је одржана 15. јула на кружној стази од 500 метара. Такмичило се шест спортиста из шест земаља, који су сутрадан трчали и у другој трци 4.000 метара са препрекама.
Траса трке је водила пет кругова од 500 метара са стандардним препрекама (камене ограде) и јамом са водом.

## Земље учеснице
- Аустрија (1}
- Канада (1)
- Немачко царство (1}
- Француска (1)
- Уједињено Краљевство (1)
- САД (1)

## Рекорди пре почетка такмичења
| Најбољи резултат на свету | ?                              | ?                              | ?                              | ?                              | ?                              |
| Олимпијски рекорд         | први пут на олимпијским играма | први пут на олимпијским играма | први пут на олимпијским играма | први пут на олимпијским играма | први пут на олимпијским играма |

## Освајачи медаља
|                   |                                     |                         |
| Џорџ Ортон Канада | Сидни Робинсон Уједињено Краљевство | Жак Шастаније Француска |

## Нови рекорди после завршетка такмичења
| Најбољи резултат на свету | 7:34,4 | Џорџ Ортон | Канада | Париз, Француска | 15. јул 1900. |
| Олимпијски рекорд         | 7:34,4 | Џорџ Ортон | Канада | Париз, Француска | 15. јул 1900. |

Такмичење је одржано без квалификација.

## Резултати
| Место | Атлетичар                           | Резултат  |
| ----- | ----------------------------------- | --------- |
| 1     | Џорџ Ортон Канада                   | 7:34,4    |
| 2     | Сидни Робинсон Уједињено Краљевство | 7:38,0    |
| 3     | Жак Шастаније Француска             | непознато |
| 4     | Артур Њутн САД                      | непознато |
| 5     | Херман Враштил Аустрија             | непознато |
| 6     | Франц Дуне Немачко царство          | непознато |

Ортон је био четврти у већем делу трке, али је у последњем кругу престигао тројицу водећих и победио.

## Биланс медаља
|   | Држава               | Злато | Сребро | Бронза | Укупно |
| - | -------------------- | ----- | ------ | ------ | ------ |
| 1 | Канада               | 1     | 0      | 0      | 1      |
| 2 | Уједињено Краљевство | 0     | 1      | 0      | 1      |
| 3 | Француска            | 0     | 0      | 1      | 1      |
|   | Укупно (3)           | 1     | 1      | 1      | 3      |